# Ngũ chi Đại Đạo

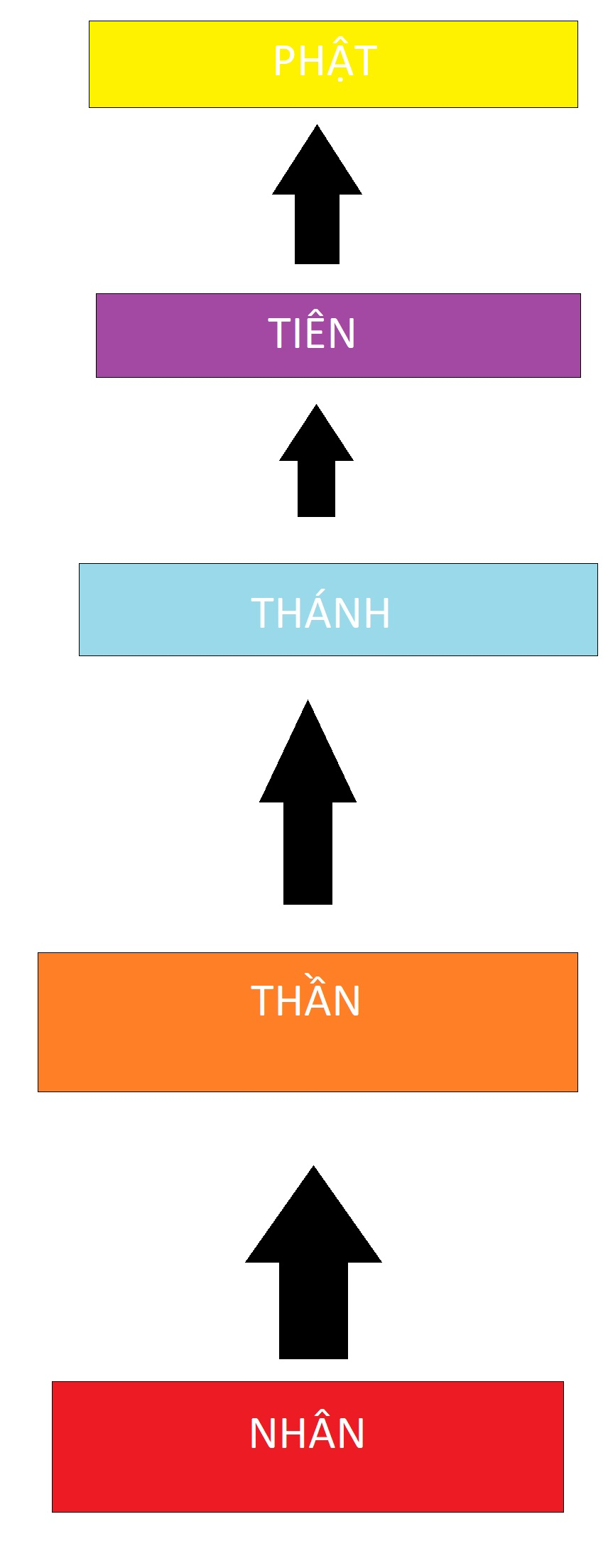
Sơ đồ cấp bậc tiến hóa trong Ngũ Chi Đại Đạo

Ngũ chi Đại Đạo có nghĩa là "Năm nhánh của nền Đại Đạo". Theo giáo lý đạo Cao Đài, đó là Nhân đạo, Thần đạo, Thánh đạo, Tiên đạo và Phật đạo, là những phẩm bậc mà người tín đồ Cao Đài theo đó mà tu thăng tiến dần lên. (Ngũ chi Minh Đạo) Tam Kỳ Phổ Độ. Cấp bậc Thiên đạo thực chất là không liên quan trong Ngũ Chi Đại Đạo mà là cấp bậc cao mà Ngũ Chi Đại Đạo phải hiệp nhất.

## Ý nghĩa trong cách thức tu hành
Theo giáo lý Cao Đài, Ngũ chi Đại Đạo lập thành năm nấc thang tiến hóa từ thấp lên cao, nghĩa là một chương trình học tập năm cấp lớp (Nhân, Thần, Thánh, Tiên, Phật), có mục đích đưa người tu lần lần tiến lên đến tột đỉnh phẩm vị thiêng liêng, hiệp nhập vào khối Đại Linh Quang tức Thượng đế. Chương trình năm cấp lớp này thể hiện giáo lý thuần nhất của Đại Đạo mà bất cứ người tu nào muốn phản bổn hoàn nguyên đều phải trải qua năm cấp học ấy.
Ngũ chi Đại Đạo cũng biểu tượng năm phương thức hành đạo là: Tùng khổ, Thắng khổ, Thọ khổ, Thoát khổ và Giải khổ, của năm bậc: Nhân, Thần, Thánh, Tiên, Phật, để làm thành đường lối hành đạo đi đến "Tuyệt khổ" của Đại Đạo Tam Kỳ Phổ Độ.
Như vậy, Ngũ chi Đại Đạo là năm trình độ chuyển hóa liên hợp nhất quán trên cứu cánh giải thoát con người khỏi sự đau khổ phiền não một cách toàn diện.
Thực ra Nhân đạo là chi đầu tiên và cơ bản trong Ngũ chi đại đạo và Thần đạo là chi thứ hai tiếp nối lên ba chi sau là Thánh đạo, Tiên đạo, Phật đạo. Từ đó hợp nhất với Thượng đế.
Muốn đạt được như thế, con người phải trải qua năm cấp tiến hóa:
- Cấp tiến hóa thứ nhất là Nhân đạo lên Thần đạo.
- Cấp tiến hóa thứ hai là Thần đạo lên Thánh đạo.
- Cấp tiến hóa thứ ba là Thánh đạo lên Tiên đạo.
- Cấp tiến hóa thứ tư là Tiên đạo lên Phật đạo.
- Cấp tiến hóa thứ năm là Phật đạo lên Thiên đạo.

## Nhân đạo
Nhân đạo là cấp đầu tiên đó là đạo làm người, đạo ở đời, nên nó cũng được gọi là Thế đạo (Thế là đời). Đó là những nguyên tắc và bổn phận mà con người phải tuân theo trong đời sống đối với gia đình và xã hội. Nhờ Nhân đạo mà con người mới xứng đáng phẩm người, mới có giá trị là loài thượng đẳng chúng sinh. Theo nhân sinh quan của đạo Cao Đài, con người là Tiểu linh quang, Trời (Thượng đế) là Đại linh quang; nên con người là một phần tử nhỏ của Thượng đế. Thượng đế cho con người đầu kiếp xuống cõi trần là để học hỏi và tiến hóa, học hỏi mãi mãi. Cuối cùng Thành đạo để hợp nhất với Thượng đế. Người ta có câu "không thành Phật thì cũng phải thành Nhân". Câu này ý nói rằng đây là bước đầu tiên khi học đạo cơ bản của người tu hành.
Người tín đồ Cao Đài đang tu hành ở bậc phẩm này sẽ tu hành theo phương thức đó là Tùng khổ. Tùng khổ là tùng theo các cảnh khổ não của nhân sinh để an ủi và giúp đỡ nhân sinh. Tương ứng với nó là đường lối Tùng khổ của Hiền là nương theo các cảnh khổ não của nhân sinh, đồng cam cộng khổ với nhân sinh để dìu dắt nhân sinh vào đường đạo đức.
Trong năm cấp tiến hóa đó, Nhân đạo là căn bản. Không hoàn thành Nhân đạo thì không mong chi bước lên các cấp tiến hóa cao hơn.
Phẩm Nhân cần có: nhân ái, nhân nghĩa, nhân đạo, nhân từ, nhân nhượng, nhân văn, nhân hậu. Đức Khổng Tử là một vị ở cõi Thánh tuân theo lệnh của Thượng đế mà giáng thế mở Nho giáo để nhằm dạy dỗ con người có nhân, nghĩa, lễ, trí, tín. Do đó Đạo Cao Đài thờ Đức Khổng Tử tượng trưng cho Nhân đạo trong Ngũ chi đại đạo.

## Thần đạo
Thần đạo là nấc thang thứ 2 trong 5 nấc thang tiến hóa của Ngũ Chi Đại Đạo. Có đạt được Thần vị rồi mới có thể tu lên Thánh đạo đạt Thánh vị.
Phương thức tu hành theo bậc phẩm này là Thắng khổ. Đường lối Thắng khổ của Thần là vượt qua khó khăn để thực hành Nhân đạo, tiếp nối Nhân đạo.
Theo lời thuyết đạo của Hộ pháp Phạm Công Tắc thì bên Châu Á có Thần đạo ở Trung Quốc và Nhật Bản.
Thần đạo Trung hoa mở ra vào thời Phong Thần, với Đức Khương Thượng Tử Nha đứng đầu. Ngài theo lệnh Đức Nguyên Thủy Thiên Tôn cầm bảng Phong Thần và đọc sắc phong Thần. Do đó, Đạo Cao Đài thờ Đức Khương Thượng Tử Nha tượng trưng cho Thần đạo trong Ngũ Chi Đại Đạo.
- Bên Châu Âu có Hy Lạp Phong Thần.
- Bên Châu Phi có Ai Cập Phong Thần.
- Bên Châu Mỹ có Peru Phong Thần.

## Thánh đạo
Thánh đạo là tôn giáo dạy cho các tín đồ tu hành đắc đạo thành bậc Thánh. Tu hành tới phẩm này phải đi trên đường lối Thọ khổ của Thánh là Bác ái. Bác ái là lòng thương yêu bao la, thương khắp chúng sinh. Trong Thánh Ngôn Hiệp Tuyển có dạy rằng: "Bác ái là hay thương xót sinh linh hơn mình, cho nên, kẻ có lòng bác ái coi mình nhẹ hơn mảy lông mà coi thiên hạ nặng bằng Trời Đất". Ngoài ra còn có vị tha và bao dung.
Do vâng lệnh phục thánh ý Chúa Cha nên Đức Chúa Giê su đã chịu chết trên cây Thánh giá để cứu chuộc cho nhân loại. Sau đó nhà tiên tri Muhammad theo lời của Đức Chúa trời giáng thế nói tiếp về kinh pháp Chúa Giê Su rồi viết ra kinh Qur’an ở Trung Đông lập ra Hồi giáo. Do đó, đạo Cao Đài thờ Đức Chúa Giê su tượng trưng cho Thánh đạo trong Ngũ Chi Đại Đạo.
Thọ khổ là nhận lãnh mọi sự đau khổ để cầu cho nhơn sanh hết khổ và yêu thương con người.
Thiên Chúa giáo Và Hồi giáo đều là Thánh giáo.

## Tiên đạo
Là tôn giáo dạy người tu luyện thành Tiên. Tới bậc phẩm này người tín đồ Cao Đài phải thực hành phương pháp Thoát khổ của Tiên là Vô vi, Vô dục, Vô tranh, Vô cực, Vô giới.
- Vô vi là không làm, không hành động theo ngoại giới mà chỉ hồi hướng về nội giới tâm linh của mình. Đạo thường vô vi nhi vô bất vi nghĩa là Đạo thường là không làm mà không có việc gì là không làm được.
- Vô dục là không ham muốn vật chất, vì càng ham muốn vật chất thì càng đau khổ. Họa mạc đại ư bất tri túc, cửu mạc đại ư dục đắc: Nói về tai họa thì không có tai họa nào lớn bằng không biết đủ, nói về lỗi lầm thì không có lỗi lầm nào lớn hơn muốn được.
- Vô tranh là không tranh giành của cải vật chất, danh lợi, quyền lực
- Vô cực là đi tới cái vô hạn.
- Vô giới tức là tình yêu không có biên giới.

Thoát khổ là tìm phương pháp để thoát khỏi sự đau khổ rồi dẫn dắt nhân sinh thoát khổ như mình.
Tiên đạo do Đức Lão Tử lập ra và làm Giáo chủ nên Tiên đạo cũng gọi là Lão giáo. Do đó đạo Cao Đài thờ Đức Lão Tử tượng trưng cho Tiên đạo trong Ngũ Chi Đại Đạo.
Cổ nhân có câu: Dục tu Tiên đạo, tiên tu Nhân đạo, Nhân đạo bất tu, Tiên đạo viễn hỹ. Nghĩa là: Muốn tu đạo Tiên, trước tu đạo Người, đạo Người không tu, đạo Tiên xa vậy.
Tiên đạo nói về thuyết âm dương, ngũ hành, bát quái.

## Phật đạo
Đây là cấp tu cao nhất trong 5 bậc tu hành theo Ngũ chi Đại Đạo. Khi tới bậc phẩm này phải đi trên con đường Giải khổ của Phật là Tứ diệu đế, tức là bốn chân lý cao thượng, kể ra:
- Khổ đế: Nhận thức bốn cái khổ căn bản của con người là: sinh, lão, bệnh, tử.

- Tập đế: Nhận thức về nguồn gốc gây ra đau khổ.(tham, sân, si, ái, dục)

- Diệt đế: Chân lý về sự chấm dứt mọi hình thức khổ.

- Đạo đế: Con đường giải khổ, chứng nhập Niết bàn.

Tuyệt khổ là dứt khổ, ở trạng thái không không như như.
Phật dạy ta hiểu về bát khổ, luật nhân quả, đầu thai luân hồi chuyển kiếp, bát chính đạo, vô thường, vô ngã, tiền kiếp, hậu kiếp.
Theo lời dạy của Hộ pháp Phạm Công Tắc thì Phật đạo thì có Bà la môn, Thích Ca Mâu Ni, Pythagore giáo. Tất-đạt-đa Cồ-đàm vốn là một thái tử đã rời bỏ hoàng cung để đi tu, để tìm chân lý giải thoát, lập ra Phật đạo lấy danh hiệu Thích-Ca Mâu-Ni. Do đó người đạo Cao Đài thờ Đức Phật Thích Ca Mâu Ni tượng trưng cho Phật đạo trong Ngũ Chi Đại Đạo.
Phật giáo dạy ta từ bi, hỷ xả, ăn chay, làm điều hay.

## Xem Thêm
- Nhân Đạo
- Thần Đạo
- Thánh Đạo
- Tiên Đạo
- Phật Đạo
- Thuyết mạt thế